# Храм Святых Кирилла и Мефодия (Сальск)
Храм Святых Равноапостольных Кирилла и Мефодия — православный храм в городе Сальске Ростовской области. Входит в состав Сальского благочиния Волгодонской епархии Русской православной церкви.

## История создания собора
В сентябре 1993 года главой администрации города Сальска А. А. Бубликовым было издано постановление о разрешении производства проектно-изыскательских работ по строительству храма по улице Ленина в зоне реконструкции, на месте временной автостоянки ВДОАМ. Для строительства храма был выделен земельный участок в бессрочное пользование площадью 3276 квадратных метров.
В феврале 1994 года в рамках программы «Возрождение» в городе Сальске был одобрен эскизный проект будущего собора. Автор проекта — руководитель московской архитектурно-проектной мастерской Ю. М. Мурзин. Технико-экономические показатели будущего культового сооружения: этажность — 3, вместимость — 1200 молящихся, площадь застройки 926 квадратных метров, полезная площадь — 1720 квадратных метров.
Весной 1999 года началось строительство собора. По замыслу архитектора собор представляет собой сооружение, ширина которого составляет 21 метр, а длина — 36 метров. Высота колокольни — 42 метра. Собор пятикупольный, выполнен в красно-белой цветовой гамме. Рядом с собором предусмотрен церковный парк.
Собор входит в Сальское центральное благочиние Волгодонской епархии Донской митрополии.
Аналогов культовому сооружению Сальска нет. Этот собор — единственный, построенный по индивидуальному проекту, взявшему гран-при на выставке в Париже.
Строительство в 2000 году прекратилось. Возобновились работы по возведению собора только в 2007 году, и в этом заслуга протоиерея Виктора Найденова: он нашел спонсоров, и спустя пять лет в центре города Сальска вырос величественный храм — собор святых равноапостольных Кирилла и Мефодия. С августа 2017 года в соборе проводятся регулярные богослужения.

## Фотогалерея

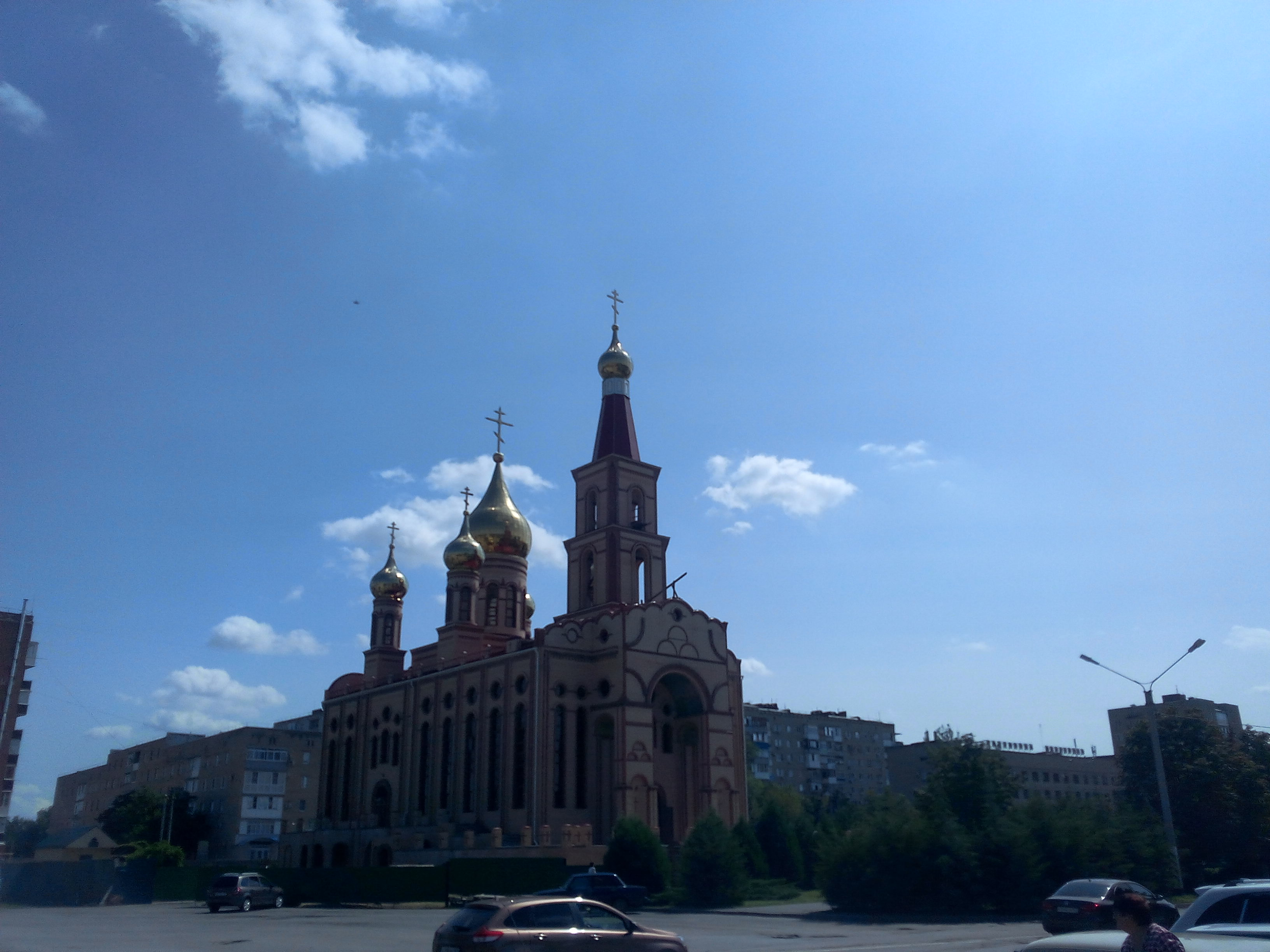
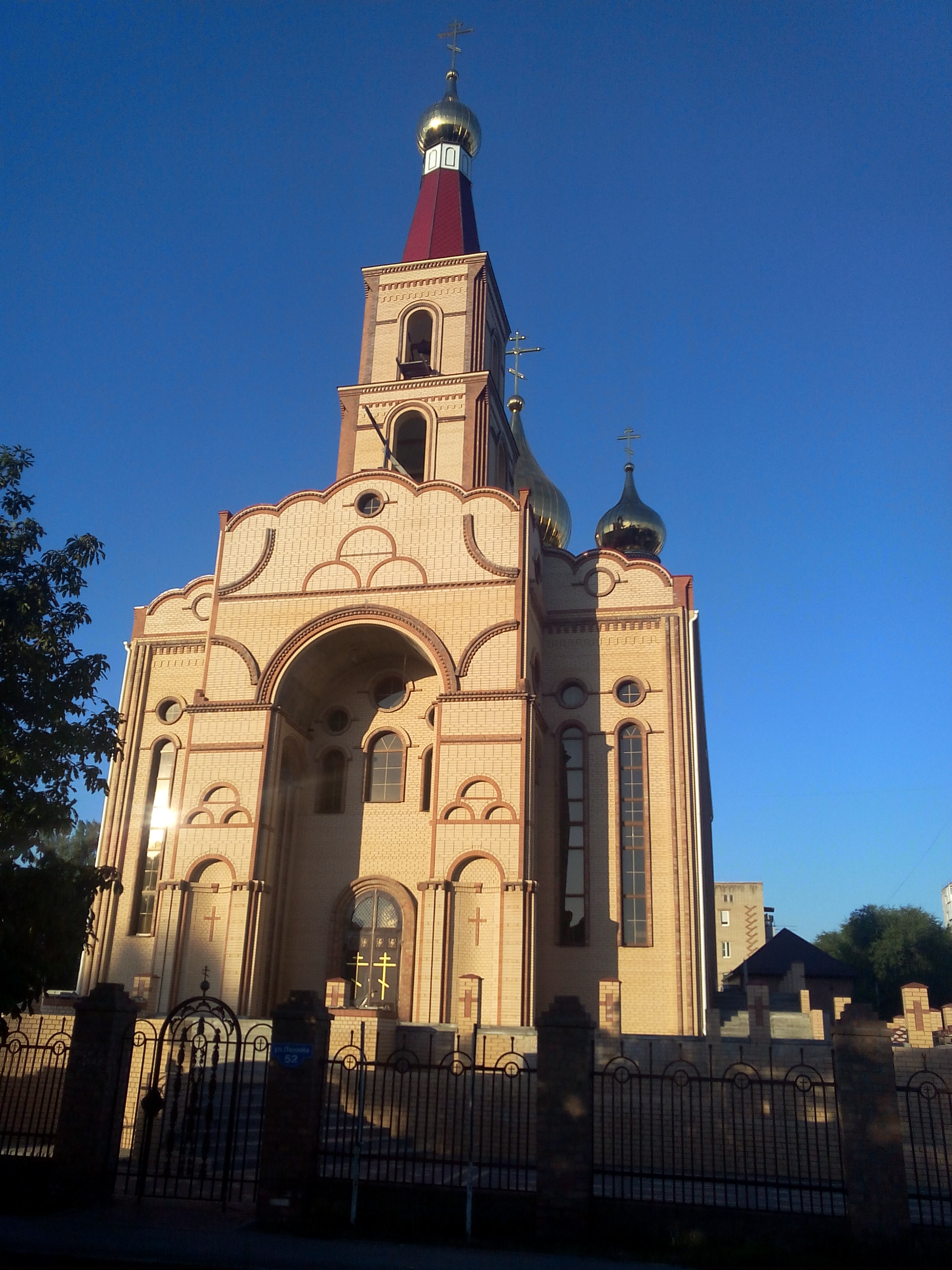
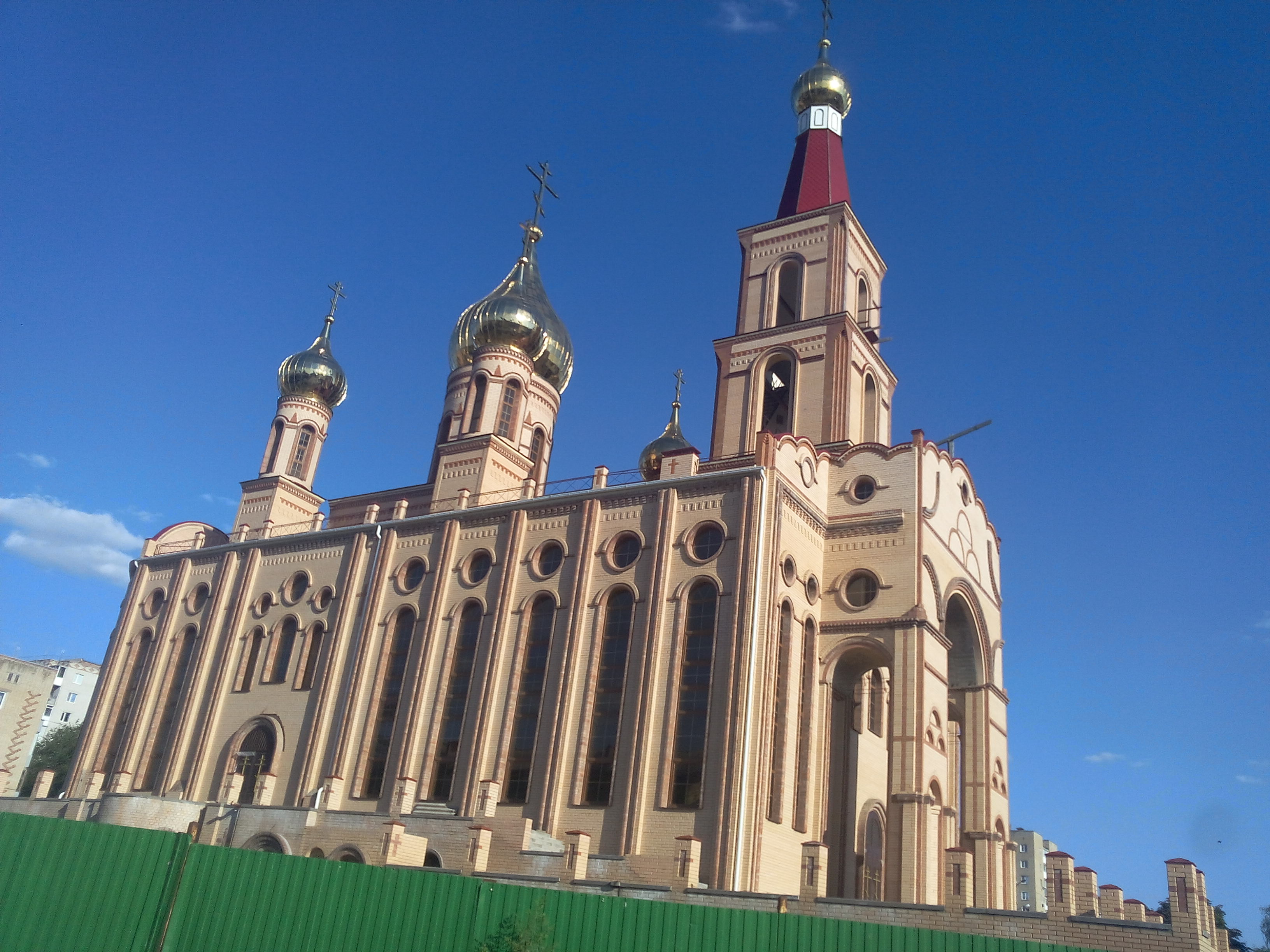
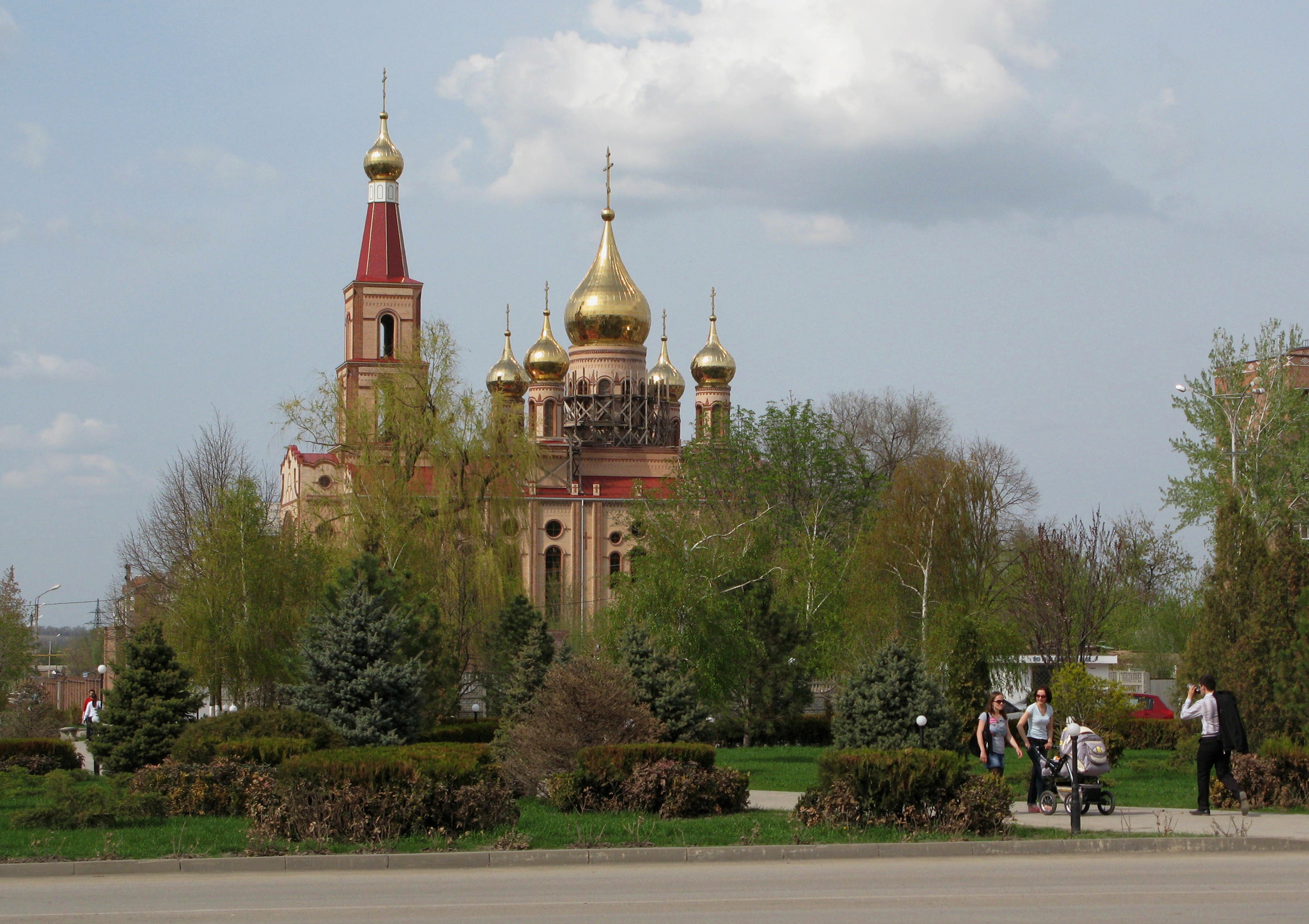